# Ардсли (Њујорк)
Ардсли (енгл. Ardsley) град је у америчкој савезној држави Њујорк.

## Демографија
По попису из 2010. године број становника је 4.452, што је 183 (4,3%) становника више него 2000. године.
| Група             | 2000.         | 2010.         |
| Белци             | 3.445 (80,7%) | 3.250 (73,0%) |
| Афроамериканци    | 65 (1,5%)     | 105 (2,4%)    |
| Азијати           | 527 (12,3%)   | 750 (16,8%)   |
| Хиспаноамериканци | 182 (4,3%)    | 288 (6,5%)    |
| Укупно            | 4.269         | 4.452         |